# Fuente Liviana
El agua mineral natural Fuente Liviana es propiedad de Gestión Fuente Liviana S.L., del grupo Damm y procede del manantial Serranía I en Huerta del Marquesado, Cuenca, España donde también es envasada.
Está indicada para la preparación de biberones por su bajo contenido en sodio.
Esta agua solo se comercializa en Andalucía, Región de Murcia, Comunidad de Madrid, Castilla-La Mancha, Comunidad Valenciana y Galicia.

## Composición química
| Tipo         | Cantidad   |
| ------------ | ---------- |
| Residuo seco | 238 mg/l   |
| Bicarbonatos | 268,3 mg/l |
| Sulfatos     | 19,2 mg/l  |
| Cloruros     | 2,1 mg/l   |
| Calcio       | 65,4 mg/l  |
| Magnesio     | 17 mg/l    |
| Sodio        | 0,8 mg/l   |
| Potasio      | 0.4 mg/l   |

|- background=“gray”
| Silicio
| 8,56 mg/l